# Real Reggio Calcio a 5
Il Real Reggio Tremulini Calcio a 5 è stata una squadra di Calcio a 5 con sede nel quartiere Tremulini di Reggio Calabria.

## Storia
La squadra, fondata come Associazione Sportiva Real Reggio, in sei stagioni riuscì ad arrivare alla serie A2 partendo dalla serie C. Nella stagione 2005-06 vince la Coppa Italia regionale e partecipa alla fase nazionale della manifestazione dove è sconfitta in semifinale dal Santa Maria La Carità per 2-1 dopo i supplementari. In campionato giunge terza alle spalle del Catanzaro C5 e del Vibo ma durante l'estate è comunque ripescata in serie B; per l'esordio nei campionati nazionali cambia la denominazione in Associazione Sportiva Real Reggio Tremulini Calcio a 5. Nella prima stagione, sponsorizzata "Ottica Argurio" si classifica undicesima, guadagnandosi la salvezza solo al termine dei play-out vinti contro il Catanzaro Calcio a Cinque. La stagione seguente si salva con una giornata di anticipo, mentre nel 2008-09 chiude la stagione regolare al terzo posto, venendo però eliminata dalla Finplanet Fiumicino nella semifinale dei play-off.
Nel luglio 2009 è stata ripescata in Serie A2. L'impatto con la seconda serie è tuttavia difficoltoso e il Real Reggio retrocede dopo aver perso i play-out contro il Gragnano. Nell'estate 2010 la società rileva il titolo della Licogest Vibo Calcio a 5 e, assunta la denominazione "CADI Reggio Vibo Valentia", riporta la serie A2 al PalaBotteghelle. L'epilogo della stagione è lo stesso e la società ritorna in serie B dopo aver perso nuovamente lo spareggio contro il Gragnano. L'anno seguente la squadra giunge quarta nel girone F di serie B, venendo però eliminata al primo turno dei play-off. Nell'estate 2012 la dirigenza non presenta domanda di iscrizione cessando di fatto l'attività sportiva.

## Statistiche e record

### Partecipazioni ai campionati
| Livello | Categoria | Partecipazioni | Debutto   | Ultima stagione |
| ------- | --------- | -------------- | --------- | --------------- |
| 2º      | Serie A2  | 2              | 2009-2010 | 2010-2011       |
| 3º      | Serie B   | 4              | 2006-2007 | 2011-2012       |
| 4º      | Serie C1  | 2              | 2004-2005 | 2005-2006       |
| 5º      | Serie D   | 1              | 2003-2004 | 2003-2004       |